# Caparezza
Caparezza [kapaˈrɛttsa] ("cabeza enrulada" en dialecto de Molfetta, nombre dado a él por su peinado rizado) pseudónimo de Michele Salvemini (nacido el 9 de octubre de 1973) es un rapero Italiano. Debutó en 1997 en el Festival de Sanremo (una competición italiana de canto) bajo el nombre MikiMix.
Nació en Molfetta, Apulia.

## Biografía
Hijo de la profesora Franca Murolo y del obrero Giovanni Salvemini que en su juventud tuvo un grupo musical. Michele comenzó a cantar cuando era niño, Estudió en la escuela técnica de Molfetta, aunque quería ser dibujante. Después de obtener su diploma, decidió comenzar la carrera de publicidad y obtuvo una beca para la Academia de Comunicaciones de Milán, pero pronto abandonó el mundo de la publicidad para dedicarse a tiempo completo a la música.

## Mikimix (1998-2000)
Michele comenzó su carrera musical como compositor usando el nombre del arte de Mikimix, componiendo canciones melódicas y minimalistas y recibiendo poco éxito público y crítico. Condujo junto a Paola Maugeri el programa Videomusic Music en TV Smoke Signs . Después de tocar en pubs y bares de Milán tuvo la oportunidad de cantar en el Festival Castrocaro que le permitió ser convocado a las audiciones del festival Sanremo 1995 en la cual versionó la canción Succede solo nei film, sin quedar seleccionado. En 1996 se publicó el primer álbum Tengo duro y luego vuelve a participar en Sanremo en 1996 con la canción Donne con le minigonne, con el que fue admitido en las "Nuevas Propuestas" del Festival de Música de Sanremo 1997, un evento que le otorgó cierta popularidad cantando E la notte se ne va, anticipando el lanzamiento del segundo álbum de estudio La mia buona stella, lanzado ese mismo año por Sony Music.
En 1998, Michele lanzó un solo sencillo como Mikimix, titulado Vorrei che questo fosse il paradiso.

## Da Mikimix a Caparezza,?! (2000-2003)
Volvió a Molfetta y continuó componiendo en su garaje. Se dejó crecer el pelo y cambió su nombre a Caparezza. Realizó entre 1998 y 1999 dos demos de los títulos Ricomincio da Capa e Zappa y Con Caparezza... nella monnezza.
En 2000 se lanzó el álbum debut, ?!, que grabó 12 de las 14 canciones originalmente publicadas en sus demos. Los sencillos fueron extraídos del álbum Tutto ciò che c'è, La fitta sassaiola dell'ingiuria, Chi c*zzo me lo fa fare y La gente originale.

## Verità supposte y Habemus capa (2003-2007)
En 2003, Caparezza lanzó el segundo álbum de estudio, titulado Verità supposte. El disco alcanza el éxito, en gran parte gracias a cuatro de los seis singles de él: Il secondo secondo me, Fuori dal tunnel (2003), Io vengo dalla luna y Jodellavitanonhocapitouncazzo (2004). Particularmente Fuori dal tunnel fue un caso curioso: el tema se convirtió en un verdadero hit de verano, a pesar de que la intención de Caparezza fue no permitir el uso de la canción en clubes nocturnos y programas de televisión . El tema, a simple escucha, parece solo una pieza para bailar alegremente, mientras que el texto es en realidad un acto de acusación contra del negocio del “ocio nocturno” que obliga a todos a ir por el mismo camino. Caparezza utilizó este hecho para mostrar que, en las entrevistas noticiosas especializadas y no especializadas, como en el mundo de la comunicación , es muy fácil distorsionar el significado de un texto de manera tan grosera. El único programa que recibió permiso de Caparezza para usar fuori dal tunnel fue Zelig Circus, en el que apareció el mismo rapero.
En marzo de 2006, Caparezza lanzó su tercer álbum Habemus Capa, del cual se extrajeron los sencillos La mia parte intollerante, Torna catalessi y Dalla parte del toro.

## Le dimensioni del mio caos (2007-2010)
El 11 de abril de 2008 lanzó el cuarto álbum de Caparezza, Le dimensioni del mio caos, una "fononovela" (como se define por el artista) que se ha propuesto como una especie de banda sonora de una de las historias en el libro Saghe mentali. Viaggio allucinante in una testa di capa (lanzado el 3 de abril del mismo año). El libro consta de cuatro elementos: un diario fotográfico ficticio (inherente a la letra del primer álbum), una colección de cuentos (en relación con los textos del segundo disco), los textos del tercer disco con las explicaciones correspondientes del texto (esta última parte está estructurada como la Divina Comedia de Dante Alighieri) y, por último, la "fononovela" que representa el cuarto CD del compositor de Molfetta que lo llevará a un largo tour por muchas ciudades italianas.
Ilaria, la protagonista de la historia, debido a un agujero de gusano en el tiempo, se encuentra catapultada desde 1968 hasta el presente. Ilaria, ahora acondicionada por nuestra sociedad de consumo, se niega a volver a convertirse en una joven hippie y sigue todas las modas y tendencias del momento. Ella pierde su espíritu revolucionario, y esto termina cuando se casa con el político Carneade, líder del "fronte dell'uomo qualcuno" ("frente del hombre alguien"). Carneade apunta a construir un puerto espacial, un gran trabajo pero absolutamente inútil, ya que se dice que tiene la intención de enviar lodo de aguas residuales al espacio, pero de hecho su verdadero propósito es ganar elecciones en el frente. Mientras tanto, Caparezza se encuentra con el trabajador Luigi delle Bicocche, el verdadero héroe moderno, un trabajador precarizado que lucha para mantener a su familia en contra de las mafias laborales. Juzgado por sus ideas revolucionarias, Caparezza es detenido y sentenciado a trabajos forzados en un "circo de ratones". Mientras tanto, Carneades ha ganado las elecciones con el 100% de los votos, mientras que Luigi delle Bicocche crea un segundo pasaje en el tiempo que lleva al mundo a tiempos prehistóricos. Allí, una especie de mono, el "bonobo", demuestra haber alcanzado una etapa evolutiva más avanzada que la actual. Algunas ideas se basan en la trama de ciencia ficción de 2001 A Space Odyssey.
El álbum fue precedido por el sencillo Eroe (storia di Luigi delle Bicocche), promovida el 25 de abril a partir de una presentación en vivo en la Plaza San Carlo de Turín en el V-Day, evento organizado por el cómico Beppe Grillo, y fue promovido por otros cuatro sencillos: Vieni a ballare in Puglia, Abiura di me, Io diventerò qualcuno y Cacca nello spazio.

## Il sogno eretico (2011-2013)
El 5 de enero de 2011, fue lanzada la película Che bella giornata, donde Caparezza hace su debut en el cine con un breve papel interpretando a sí mismo cantando Sarà perché ti amo de los Ricchi e Poveri, Non amarmi de Aleandro Baldi y Francesca Alotta y su propio tema Vieni a ballare in Puglia.
Poco después, publicó en Youtube una serie de videos cortos llamado The Boias, con el objetivo de anticipar el lanzamiento de su quinto álbum titulado Il sogno eretico que fue publicado el 1 de marzo de 2011 a través de Universal Music Group. El álbum fue anticipado por el sencillo Goodbye Malinconia, hecho con Tony Hadley y transmitido por radio a partir del 28 de enero de 2011.
La canción que da origen al nombre del álbum es una obra que defiende a las personalidades revolucionarias que han intentado expresar su opinión pero que han sido condenadas como herejes por la Iglesia Católica. Está estructurado en tres versos, adoptando respectivamente las figuras de Juana de Arco, Girolamo Savonarola y Giordano Bruno.
El 16 de enero de 2012, se lanzó el videoclip de la canción, dirigida por Calu, y muestra a Caparezza en la oscuridad de un castillo con una antorcha tratando de huir para finalmente ser atrapado y condenado.
El 1 de mayo de 2011 nuevamente participó en el concierto del primero de Mayo, cantando, Goodbye Malinconia, Legalize the Premier y La fine di Gaia, todas tomadas del álbum Il sogno eretico .
En junio de 2011, presenta en Deejay TV un documental llamado Chi se ne frega Della musica, una especie de reportaje, coproducido por Puglia Sounds, donde Caparezza entrevista y da a conocer a los nuevos artistas pulleses como Ludovico Einaudi, Negramaro, Emma Marrone, Sud Sound System y Checco Zalone. En octubre de 2011, participa junto a Subsonica, Nicola Conte, Casino Royale, Après La Classe y Erica Mou en Hit Week, un evento de música italiana en los Estados Unidos en una mini gira que tiene lugar en Nueva York, Los Ángeles y Miami. Siempre en 2011 llega el álbum del debut de los U 'Papun, Fiori innocenti, en el que se encuentra el sencillo L'appapparenza en colaboración con Caparezza.
El 4 de noviembre de 2011, Universal Music ha anunciado que el Il sogno eretico ha sido certificado disco platino por FIMI.
Tras el Eretico Tour del rapero, el 19 de junio de 2012, se lanzó el álbum en vivo Esecuzione pubblica que consistió en un CD y un DVD con el concierto de Caparezza en Florencia el 11 de abril de 2012.

## Museica (2014-2016)
14 de enero de 2014 Caparezza publica a través de la red social Facebook una foto de él en su estudio de Molfetta, por lo tanto demostrando estar trabajando en el sexto álbum de estudio. Esto es confirmado por dos fotos sucesivas publicadas a través de la red social mientras se encuentra dentro del estudio de grabación. [26] [27] En febrero, algunos colaboradores del rapero de producción del álbum, Chris Lord-Alge a la ingeniería del sonido y Gavin Lurssen en masterización, también son revelados.
El 4 de marzo, Caparezza lanzó en su canal de YouTube el videoclip de una nueva canción titulada Cover.  Filmada por Calu en el Desierto de Mojave (California), la pista anticipó el sexto álbum de rapero, titulado Museica, y lanzado el 22 de abril de 2014. El 21 de marzo, el álbum estuvo disponible para prepedido en iTunes Store, la fecha en la que también se lanzó el primer extracto, Non me lo posso permettere. La portada del álbum resume una imagen de Domenico dell'Osso hecha especialmente para el artista.
El álbum debutó en la primera posición de la lista de álbumes italianos, manteniendo esa posición en la semana siguiente. Tan solo dos semanas después del lanzamiento, el disco fue certificado como disco de oro por alcanzar el umbral de 25,000 copias vendidas.
El título del álbum es el resultado de un cruce entre las palabras "música" (ser un álbum musical), "museo" (ya que cada pieza está inspirada en una obra de arte) y "seis" (es el sexto álbum del artista pullés).
El mismo Caparezza describió a Museica con las siguientes palabras:
"Museica es mi museo, mi música, mi álbum número 6. Fue grabado en Molfetta y mezclado en Los Ángeles por el plurilingüe Chris Lord-Alge. Siendo el autor y el artista, lo consideró un nuevo "primer" registro. Es un álbum inspirado en el mundo del arte, la audioguía de mis exhibiciones. Cada pieza de Museica está inspirada en una obra pictórica que se convierte en un pretexto para desarrollar un concepto. Por lo tanto, no hay ningún rastro que pueda representar todo el disco, porque no hay ninguna imagen que pueda representar toda la galería. En la práctica, este álbum, más que escuchar, debe ser visitado. »
El 1 de mayo de 2014 se presentó en Tarento con motivo del concierto del primero de Mayo organizado por el Comité de los ciudadanos y los trabajadores libres (directores artísticos Michele Riondino y Roy Paci, conductor de Luca Barbarossa, Valentina Petrini y Andrea Rivera), participaron también Fiorella Mannoia, Vinicio Capossela, Afterhours, Sud Sound System, Dropkick Murphys, Après La Classe, 99 Posse, Paola Turci, Nobraino y otros artistas. El 30 de mayo, sin embargo, se publicó el segundo extracto único de Museica, È tardi.
El 29 de agosto de 2014, se lanzó el tercer sencillo China Town, seguido de su videoclip el 8 de septiembre. A fines de agosto, Museica recibió el disco de platino certificado por FIMI por alcanzar el umbral de 50,000 copias vendidas.
El éxito logrado por Museica hizo que los italianos que residen en el extranjero reclamaran su presencia. Por lo tanto, algunas fechas entre octubre y noviembre de 2014 se agregaron a la gira de Museica, que lo ha visto cruzar las principales ciudades europeas y estadounidenses, como Barcelona, París, Bruselas, Los Ángeles y Miami.
El 14 de noviembre, el cuarto sencillo dio a luz , Avrai ragione tu (ritratto), y el 27 de febrero del año siguiente se lanzó el quinto y último sencillo, titulado Mica Van Gogh. La promoción del álbum continuó en julio de 2015 con el lanzamiento del videoclip de la canción Argenti vive, seguido en septiembre por la canción Compro horror, el primer video de 360 grados del compositor.

## Prisoner 709 (2017-2019)
El 13 de junio de 2017, Caparezza anunció en su página de Facebook el séptimo álbum de estudio Prisoner 709, lanzado el 15 de septiembre del mismo año, anticipado ocho días antes por el videoclip del título. Compuesto por dieciséis pistas, el disco incluye las contribuciones del rapero estadounidense DMC y los compositores italianos Max Gazzè y John De Leo.
Cuando el álbum fue lanzado el 14 de septiembre de 2017 en la Fabbrica Orobia en Milán, el rapero brindó una “conferencia psicoterapeutica” en donde aclaró el significado del número 709, que es una especie de crisis de identidad que tuvo el cantante en años anteriores. El número 7 representa su nombre Michele, compuesto por siete letras, mientras que el número 9 representa el seudónimo Caparezza, que consta de nueve. En el mismo lugar, también afirmó que para cada canción tenía la oportunidad de encontrar contrastes entre siete y nueve letras, para que pudiera enfatizar el significado introspectivo del álbum. El número 0, por otro lado, representa la elección continua entre 7 y 9, y también es una referencia a la forma circular de un disco de música.
Conjunto a la salida de previsualización en Itunes se estrenó el videoclip de la canción Prisoner 709, filmada en la antigua prisión de Sant'Agata en Bergamo y publicado el 7 de septiembre de 2017,  mientras que el segundo sencillo Ti fa stare bene comenzó a rotar en las radios con el lanzamiento del álbum. Elegir publicar estos dos videoclips es una referencia al ya mencionado dualismo del álbum: mientras que el video de Prisoner 709 presenta un sonido difícil y una atmósfera angustiante, Ti fa stare bene es más alegre y ligero.
El disco difiere considerablemente de Museica tanto por su sonoridad (mucho más cercana al rap y al rock) y por los temas, mucho más íntimos y reflexivos y menos políticos o atentos a causas sociales. En todo el álbum, y en particular en la canción Larsen, se hace referencia al efecto Larsen, el zumbido que sienten quienes sufren de tinnitus, una enfermedad que ha afectado al cantante en 2015 y que ha influido significativamente en la realización del disco.
El 12 de enero de 2018, el rapero publicó como segundo sencillo Una chiave, acompañado por el videoclip relacionado el 26 del mismo mes.
El 21 de mayo de 2018, se publica el videoclip de Larsen  como el tercer sencillo, que anticipará la etapa de verano de Prisoner 709 Tour entre junio y septiembre de 2018. El 7 de septiembre de 2018 se publicó el cuarto sencillo Confusianesimo y el segundo álbum en vivo Prisoner 709 Live, destinado a cerrar el proyecto vinculado al álbum.

## Exuvia (2021- presente)
El 31 de marzo de 2021 Caparezza anuncia por Instagram el lanzamiento de una canción de nombre " Exuvia", anticipando el estreno de un nuevo disco de igual nombre para el 7 de Mayo. El rapero vuelve a elegir a Chris Lord-Alge para la mezcla mientras que la grabación se llevó a cabo en la Cittadella degli Artisti di Molfetta. Lo acompañan en el nuevo proyecto el italiano Matthew Marcantonio y la mexicana Mishel Domenssain. 
El 15 de abril lanza el segundo sencillo de nombre " La scelta". La canción relata dos elecciones diferentes de relacionarse con la carrera musical, Beethoven que compuso hasta su muerte y Mark Hollis, que se retiró de los escenarios a una temprana edad. 
El nombre del disco hace una referencia  al proceso de fuga de la prisión de tiempos pasados, a través de un cambio de la propia piel, fenómeno que sucede en cierto tipo de insectos. En una entrevista a la revista Rolling Stone, definió al disco como una continuación de su antecesor, dando a entender que puede ser parte de una trilogía y que su noveno disco podría representar la liberación. El proceso de fuga se evidencia en el paso de un rap juvenil a uno más maduro, al igual que su disco predecesor, Exuvia, representa un estilo instropectivo, donde varias de sus canciones cuentan momentos de cambios difíciles en la vida del rapero. Un ejemplo es "campione dei novanta", donde caparezza se reconcilia con su etapa de Mikimix.
El 10 de junio se estrena " Exuvia experiencie", una plataforma virtual en donde el usuario puede recorrer el bosque que representa el concepto del disco. Cada parada representa una historia,una explicación de los temas, como fueron realizados y donde también se pueden sacar algunas conclusiones sobre el futuro del rapero.

## Posiciones políticas y religiosas
El cantante se ha definido como agnóstico. El álbum Il sogno eretico hace clara referencia a los delitos cometidos por la Iglesia católica a lo largo de la historia, en un país donde la influencia del Vaticano es muy grande, el cantante optó tomar una posición de denuncia.
La ironía y las posiciones políticas son una constante en las canciones de Caparezza, Inno verdano, Troppo politico, Non siete stato voi (tal vez la más directa), Avrai ragione tu.
Es muy común encontrar al molfetés apoyando causas ambientales, derechos de trabajadores, tocando para cooperativas o denunciando a la mafia como en las canciones Eroe o Vieni a ballare in Puglia, donde cita el trabajo esclavo cometido en esa región organizado y sostenido por las mafias.

## Estilo e influencia
El estilo del pullés es difícil de encasillar, bajo una base en común que es el rap, las canciones varían desde lo más pop (China Town, Good Bye Malinconia, Ti fa stare bene), pasando por un folk-progresivo (Non me lo posso permetere, Sono il tuo sogno eretico, Cover), hasta también tocar el rock-progresivo (Prisioner 709, Larsen, Fai da tela, Argenti vive).
Sus dos máximos referentes en los cuales se puede resumir gran parte de su estilo son Eminem y Frank Zappa. En la canción Cover del disco Museica el cantante recorre su vida a través de la música que lo influyó, nombrando a Queen, Yes, Bob Marley, John Lennon, Joy Division, Nirvana, U2, Bruce Springsteen, Iron Maiden, Green Day, Depeche Mode.
El rapero también es un amante del arte en general, gusta de Van Gogh (Mica Van Gogh), Charles Dickens, Malevic, Dante Alighieri, Kitaro, Nanni Moretti, Galileo Galilei.

## Discografía

### Álbumes
- Caparezza ?! (2000)
- Verità supposte (2003)
- Habemus Capa (2006)
- Le dimensioni del mio caos (2008)
- Il sogno eretico (2011)
- Museica (2014)
- Prisoner 709 (2017)
- Exuvia (2021)

### Demos
- "Ricomincio da Capa" (1999)
- "Con CapaRezza... nella monnezza" (1999)
- "Zappa" (1999)

### Otros
- "La mia buona stella" (1997, MikiMix)
- "Alla molfettesa manera" (2005, Sunny Cola Connection)

## Canciones conocidas
- "Fuori dal Tunnel"
- "Vengo dalla Luna"
- "Dalla parte del toro"
- "Inno Verdano"
- "La mia parte intollerante"
- "Torna Catalessi"
- "Vieni A Ballare In Puglia"
- "Eroe (storia di Luigi delle Bicocche)"
- "Goodbye Malinconia"
- "Legalize the premier (ft Alborosie) "
- "Non me lo posso permettere"
- "Avrai ragione tu (ritratto)"
- "Mica Van Gogh"
- "China Town"
- "Prisoner 709"
- "Ti fa Stare Bene"
- "Una Chiave"
- "La scelta"